# Tahnee

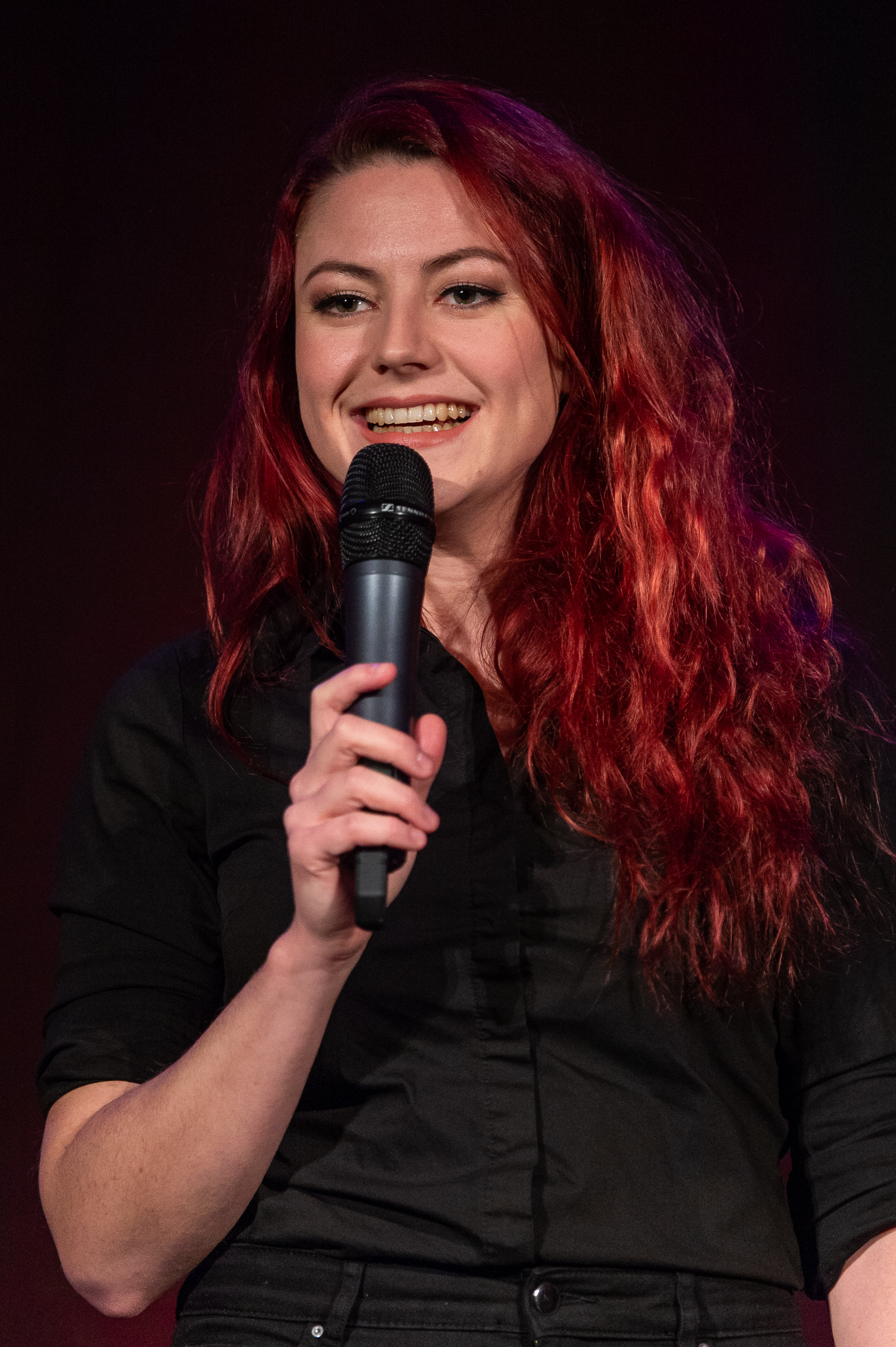
Tahnee (2018)

Tahnee Schaffarczyk (* 4. April 1992 in Heinsberg) ist eine deutsche Stand-up-Comedienne und Moderatorin.

## Leben und Karriere
Tahnee machte 2011 am Kreisgymnasium Heinsberg das Abitur. Sie wurde in klassischem Ballett, modernem Tanz und Jazz-Tanz ausgebildet. Beim Jungen Musical in Heinsberg trat sie von 1997 bis 2011 in verschiedenen Rollen auf.
Tahnee hatte ihren ersten Fernsehauftritt beim RTL Comedy Grand Prix 2011. Im darauffolgenden Jahr spielte sie an der Seite von Kaya Yanar in dessen RTL-Show Die Kaya Show mit. Im Dezember war sie beim RTL Comedy Adventskalender zu sehen. Von 2012 bis März 2013 moderierte sie zusammen mit Daniele Rizzo und der Musikerin Aequitas die Webshow MyVideo Rushhour.
Von 2013 bis 2014 stand sie für ZDF und KiKA bei zwei Staffeln von Occupy School als Moderatorin vor der Kamera. Neben diversen Gastauftritten wie z. B. bei Bülent & seine Freunde  und Willkommen bei Mario Barth war sie 2014 die Moderatorin bei Disney Family Time. 2015 fungierte sie bei der WDR-Sendung Gefällt mir in sechs Folgen als Teamkapitän. Außerdem war sie 2015 Teilnehmerin bei der TV total Stock Car Crash Challenge von Stefan Raab.
Ab 2015 präsentierte Tahnee regelmäßig an der Seite von NightWash-Moderator Luke Mockridge die Nightwash Naughty Girls und war damit auch auf Tournee. Von 2016 bis 2018 übernahm sie die Nachfolge von Mockridge bei NightWash. 2016 war sie Moderatorin der 1LIVE-Hörsaal-Comedy. Seit Ende 2018 tritt sie gelegentlich bei nuhr im Ersten auf.
Von 2016 bis 2019 war sie mit ihrem ersten Soloprogramm #geschicktzerfickt auf Tournee. Im Oktober 2019 moderierte sie die 1LIVE Köln Comedy-Nacht XXL. Ab 2019 war sie mit ihrem zweiten Soloprogramm Vulvarine im deutschen Sprachraum unterwegs, gefolgt von Blütezeit, das im September 2024 startete. Seit Dezember 2020 ist sie in Binge Reloaded auf Amazon Prime Video zu sehen. In der ARD Mediathek erschienen ab März 2021 im wöchentlichen Abstand acht Folgen des Formats Tahnee.7, in dem sie mit ihrem Sidekick André Herrmann in ihrer Gedankenwelt auf aktuelle Themen und Schlagzeilen reagiert. 2021 war sie auf Amazon Prime Video in der Comedy-Show LOL: Last One Laughing zu sehen.
Tahnee lebt in Köln. Sie ist lesbisch und thematisiert ihre sexuelle Orientierung auch auf der Bühne. Im Januar 2023 gaben sie und die Sängerin Juliette Schoppmann ihre Hochzeit bekannt. Privat unterstützt Tahnee diverse Organisationen, u. a. den Verein TARGET, der sich für ein Ende der weiblichen Genitalverstümmelung, die Unterstützung indigener Völker und Urwaldschutz einsetzt.

## Auftritte (Auswahl)
| Als Komikerin - 2012: MyVideo Rushhour (MyVideo) - 2012: NightWash (Einsfestival) - 2012: Die Kaya Show (RTL) - 2012: NDR Comedy Contest (NDR) - 2012: Comedy Adventskalender (RTL) - 2013: Nate light (ZDFneo) - 2013: Die Blender (ZDFneo) - 2013: StandUpMigranten (Einsplus/ SWR) - 2013: Occupy School (KIKA/ZDF) - 2014–2015: Jetzt wird’s schräg (Sat.1) - 2014: Disney Family Time (Disney Channel) - 2014: Willkommen bei Mario Barth (RTL) - 2014: Bülent & seine Freunde (RTL) - 2014: TV total (ProSieben) - 2015: NightWash Naughty Girls (Einsfestival/ WDR) - 2015: NightWash (Einsfestival/ WDR) - 2017: Comedy mit Karsten (MDR) - 2017: Die Pierre M. Krause Show (SWR) - 2017: NightWash (Moderation) \| (One) - 2017: 25 Jahre Quatsch Comedy Club (Sky) - 2018–2019: Nuhr im Ersten (ARD) - 2018: Satire Deluxe (WDR) - 2018: Prix Pantheon (WDR) - 2018: Kabarettfestival Stuttgarter Besen (SWR) - 2018: LUKE! Die Schule und ich – VIPs gegen Kids (SAT.1) - 2018: 1LIVE Köln Comedy-Nacht XXL (WDR) - 2018: STANDUP 3000 (Comedy Central) - 2019: 1LIVE Köln Comedy-Nacht XXL (WDR) - 2019: Roast Battle (Comedy Central) - 2019: Pufpaffs Happy Hour (3Sat) - 2019: Die Anstalt (ZDF) - 2019: Geht doch! (3 Folgen) (ZDF) - 2019: Mittermeier! (ARD) - 2020: Die Anstalt (ZDF) - 2020: Pufpaffs Happy Hour (3Sat) - 2020: LUKE! Die Greatnightshow (Sat1) - 2020: Satireshow (ARD) - 2020: Wer kann, der kann! (Netflix) - 2020: Spätschicht! (SWR) - 2020: Binge Reloaded (Amazon Prime) - 2020–2021: Verstehen Sie Spass? (ARD) - 2021: LOL Staffel 2 (Amazon Prime) - 2023: 1LIVE Köln Comedy-Nacht XXL | Moderation - 2016: Comedy Champions (RTL II) - 2016–2017: NightWash (One) - 2019: 1LIVE Köln Comedy-Nacht XXL - 2021: Tahnee.7 (SWR) - 2022: Limbus (SWR) - 2022: ZDF Comedy Sommer, Folge 3 - 2023: ZDF Comedy Sommer, Folge 6 - 2024: Die Quatsch Comedy Show Als Gast - 2014: Gefällt mir! – Die total vernetzte Show (WDR) - 2015: TV total Stock Car Crash Challenge (ProSieben) - 2019: Geht Doch! (ZDF) - 2019, 2020: Die Anstalt (ZDF) - 2020: Nailed It! Germany (Netflix) - 2020: Pufpaffs Happy Hour (Folge 58 & 63) - 2020: Deutschland3000 – 'ne gute Stunde mit Eva Schulz (Podcast) - 2020: Laura Karasek – Zart am Limit - 2021: Krause kommt (SWR) - 2021: 5 gegen Jauch (RTL) - 2021: LOL: Last One Laughing, Staffel 2 (Prime Video) - 2021: Bin ich schlauer als Lukas Podolski (RTL) - 2021: Otto Fröhliche – Advent, Advents mit Otto und Friends (NDR) - 2022: 7 Tage, 7 Köpfe - 2022: Fakt oder Fake XL – Das Ländermatch (ORF) - 2022: RTL Samstag Nacht – Das Wiedersehen - 2023: Helene Fischer Show als 'KI Helene' - 2024: Wer isses? (Kandidatin) Sprecherin - 2017: Das Dorf – Teil 2 (Hörspiel) - 2018: Satire Deluxe (WDR 5) - 2019: Kabarettfest (WDR 5) - 2018: 1LIVE Köln Comedy-Nacht XXL (1LIVE) - 2018: Generation Gag (1LIVE) - 2022: Lulu in DC League of Super-Pets (Animationsfilm, Warner Bros. Entertainment) Radio - 2012: CSI: Märchen (Hörspiel, Rolle: Rotkäppchen) - 2013: 1LIVE-Radiocomedy (Rolle: Isa) - 2013: CSI: Märchen 2 (Hörspiel, Rollen: Rotkäppchen, Wicki, Petra) - 2013, 2014, 2016: Generation Gag (1LIVE) - 2014–2015: Lateline (ARD) - 2015–2017: Dschungeltelefon (Rollen: alle Frauen und Menderes Bağcı) (1LIVE) - 2017: Die Trumps: eine schrecklich schreckliche Familie (Rolle: Melania Trump) Podcast - 2022: Wohnung17 – Bettina Böttinger |

## Auszeichnungen
- 2018: Prix Pantheon, Jurypreis für Frühreif & Verdorben
- 2018: Stuttgarter Besen, Hölzerner Besen
- 2019: Schwerter Kleinkunstpreis für Vulvarine
- 2020: Bayerischer Kabarettpreis (Senkrechtstarterpreis)
- 2024: EXPRESS Queer Award in der Kategorie Entertainerin des Jahres[48]